# Zoot Allures
Zoot Allures este un album rock din 1976 realizat de Frank Zappa. A fost singurul material lansat de Zappa prin Warner Bros. Records. Din cauza unui proces cu fostul său manager Herb Cohen, contractul lui Zappa cu casa de discuri DiscReet Music a fost temporar suspendat iar astfel Zoot Allures a fost lansat sub Warner Bros..

## Tracklist
1. "Wind Up Workin' in a Gas Station" (2:29)
2. "Black Napkins" (4:15)
3. "The Torture Never Stops" (9:45)
4. "Ms. Pinky" (3:40)
5. "Find Her Finer" (4:07)
6. "Friendly Little Finger" (4:17)
7. "Wonderful Wino" (Simmons, Zappa) (3:38)
8. "Zoot Allures" (4:12)
9. "Disco Boy" (5:11)

- Toate piesele au fost scrise de Frank Zappa cu excepția celor notate.

## Single
- "Disco Boy" (1976)